# Tanganyika
Tanganyika er den ene af de to dele i forbundsstaten Tanzania. Den anden del er Zanzibar.
Tanganyika (undertiden Tanganjika) er også navnet på en tidligere britisk koloni som fik sit navn efter Tanganyikasøen. Tanganyika var fra slutningen af 1800-tallet del af en tysk koloni (Tysk Østafrika) men blev efter Tysklands nederlag i første verdenskrig overtaget af Storbritannien, og blev mandatområdet Tanganyikaterritoriet. Dette blev selvstændigt den 9. december 1961 og dannede sammen med Zanzibar (selvstændigt 12. januar 1964) staten Tanzania fra den 26. april 1964.